# Exposição Agropecuária de Governador Valadares
A Exposição Agropecuária de Governador Valadares (mais conhecida como Expoagro GV) é uma exposição agropecuária anual realizada na cidade de Governador Valadares, em Minas Gerais. Na exposição, são realizados leilões de animais, rodeios e shows com participação de artistas consagrados, tais como Leonardo, Eduardo Costa e a dupla Jorge e Mateus. É realizada no mês de julho e é promovida pela União Ruralista Rio Doce.
Tornou-se patrimônio histórico e cultural imaterial de Governador Valadares em 2019, mediante seu tombamento em âmbito municipal. No mesmo ano, ocorreu a sua edição de número 50. A realização do evento gera em torno de 10 a 15 milhões de reais em arrecadação. O evento também gera cerca de mil empregos diretos, dois mil indiretos e atrai mais de 100 mil pessoas anualmente.
É a maior feira de agronegócio do leste de Minas Gerais.